# 朗迪达勒
朗迪达勒（法語：Landudal，法語發音：[lɑ̃dydal]）是法国菲尼斯泰尔省的一个市镇，属于坎佩尔区。

## 地理
朗迪达勒（48°3'46"N, 3°58'42"W）面积16.69 平方千米，位于法国布列塔尼大區菲尼斯泰尔省，该省份为法国最西部的省份，位于布列塔尼半岛西部，北西南三面环大西洋，东临阿摩尔滨海省和莫尔比昂省。
与朗迪达勒接壤的市镇（或旧市镇、城区）包括：埃代恩、布列克、埃利扬、埃尔盖加贝里克、朗戈朗。

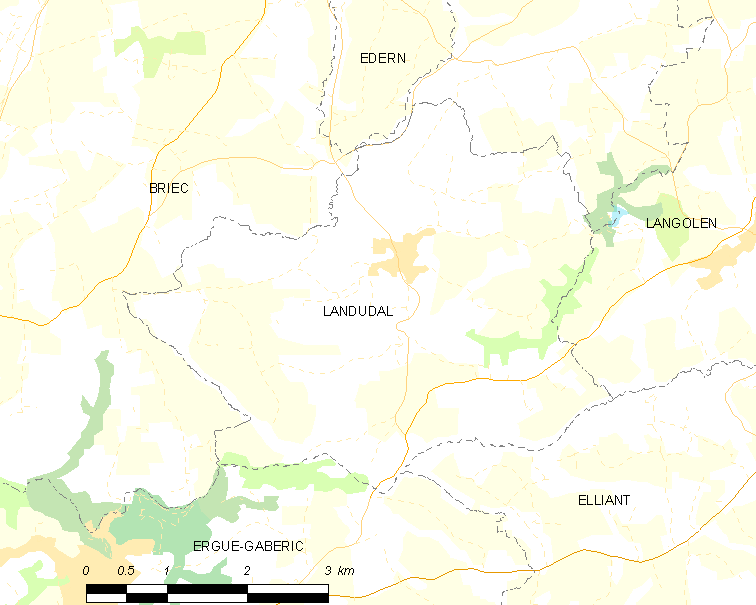
朗迪达勒的OSM定位图

朗迪达勒的时区为UTC+01:00、UTC+02:00（夏令时）。

## 行政
朗迪达勒的邮政编码为29510，INSEE市镇编码为29107。

## 政治
朗迪达勒所属的省级选区为布列克县。

## 人口

1962-2008年间朗迪达勒人口变化图示

朗迪达勒于2022年1月1日时的人口数量为910人。